# BSF Bochnia
Bocheńskie Stowarzyszenie Futsalu BSF Bochnia – polski klub futsalowy z Bochni. Klub został założony w 2012 roku. W sezonie 2013/2014 zajął drugie miejsce w I lidze.
Sezon 2013/14
- wicemistrzostwo Polski w Młodzieżowych Mistrzostwach U-20 (Bochnia)
- 2. miejsce w 1. Lidze Futsalu grupa południowa

Sezon 2014/15
- trzecie miejsce w Młodzieżowych Mistrzostwach Polski do lat 14 (Białystok)
- czwarte miejsce w 1. Lidze Futsalu grupa południowa

Sezon 2015/16
- mistrzostwo Polski w Młodzieżowych Mistrzostwach Polski do lat 16 w Pniewach
- wicemistrzostwo Polski w Młodzieżowych Mistrzostwach Polski do lat 18 w Łęczycy
- czwarte miejsce w Młodzieżowych Mistrzostwach Polski do lat 20 w Gliwicach

Sezon 2016/17
- mistrzostwo Polski w Młodzieżowych Mistrzostwach Polski do lat 16 w Białymstoku
- czwarte miejsce w Młodzieżowych Mistrzostwach Polski do lat 18 w Bochni
- czwarte miejsce w Młodzieżowych Mistrzostwach Polski do lat 20 w Oleśnicy

Sezon 2017/18
- mistrzostwo Polski w Młodzieżowych Mistrzostwach Polski do lat 18 w Bielsku-Białej
- wicemistrzostwo Polski w Młodzieżowych Mistrzostwach Polski do lat 16  w Mikołowie
- trzecie miejsce w Młodzieżowych Mistrzostwach Polski do lat 20 w Łęczycy

Sezon 2018/19
- mistrzostwo Polski w Młodzieżowych Mistrzostwach Polski do lat 18 w Unisławiu
- trzecie miejsce w Młodzieżowych Mistrzostwach Polski do lat 20 w Bochni
- 1. miejsce w 2. lidze futsalu grupy małopolsko-świętokrzyskiej

Sezon 2019/20
- 3. Miejsce w 1. Lidze Futsalu grupa południowa (sezon zakończony po 17 z 22 kolejek)
- wicemistrzostwo Polski w Młodzieżowych Mistrzostwach Polski do lat 20 w Tychach

Sezon 2020/21
- 3. miejsce w 1. Lidze Futsalu grupa południowa

Sezon 2021/22
- 1. miejsce w 1. Lidze Futsalu grupa południowa - awans do Futsal Ekstraklasy

Awans do Ekstraklasy sezon 2022r.
Obecnie klub występuje w Futsal Ekstraklasie.